# Alyssum handelii
Alyssum handelii är en korsblommig växtart som beskrevs av August von Hayek. Alyssum handelii ingår i släktet stenörter, och familjen korsblommiga växter. Inga underarter finns listade i Catalogue of Life.